# Pierre Martin (homme politique, né en 1751)
Pour les articles homonymes, voir Pierre Martin et Martin.
Pierre Martin est un homme politique français né en 1751 et décédé à une date inconnue.

## Biographie
Homme de loi à Loches, il est administrateur du département et député d'Indre-et-Loire de 1791 à 1792, siégeant dans la majorité.

## Sources
- « Pierre Martin (homme politique, né en 1751) », dans Adolphe Robert et Gaston Cougny, Dictionnaire des parlementaires français, Edgar Bourloton, 1889-1891 [détail de l’édition]